# 영동 한천정사
영동 한천정사(永同 寒泉精舍)는 충청북도 영동군 황간면 원촌리에 있는 조선시대의 건축물이다. 1999년 9월 15일 충청북도의 문화재자료 제28호로 지정되었다.

## 개요
우암 송시열(1607∼1689) 이 학문을 연구하며 지내던 집이다.
후에 우암의 제사를 모시는 한천서원을 세웠었는데, 고종 5년(1868)에 서원을 철거하였고 후에 후학들이 다시 지은 것이다.
앞면 3칸·옆면 2칸 규모로, 지붕은 옆면에서 볼 때 여덟 팔(八)자 모양인 팔작지붕이다. 중앙에 대청마루가 있고 양쪽 끝에 온돌방을 두었다. 주변에 담장을 두르고 앞면에 문을 두었는데 앞면 양측에 은행나무가 있다.

## 같이 보기
- 송시열

## 참고 자료
- 영동 한천정사 - 국가유산청 국가유산포털